# Carles d'Habsburg-Lorena
Carles d'Habsburg-Lorena (1961-), arxiduc d'Àustria, per als monàrquics Carles II d'Àustria, Carles IV de Bohèmia o Carles V d'Hongria i Croàcia, és un polític austríac, des de 2006, quan el seu pare va abdicar com a cap de la Casa Imperial i Reial d'Habsburg, i Gran Mestre de l'Orde del Toisó d'Or. Nat a Starnberg, Baviera, Alemanya, fill d'Otó d'Habsburg-Lorena i de la Princesa Regina de Saxe-Meiningen, net de l'últim emperador d'Àustria, Carles I d'Àustria. Ha estat membre del Parlament Europeu pel Partit Popular d'Àustria entre 1996 i 1999.